# Polisförbundet

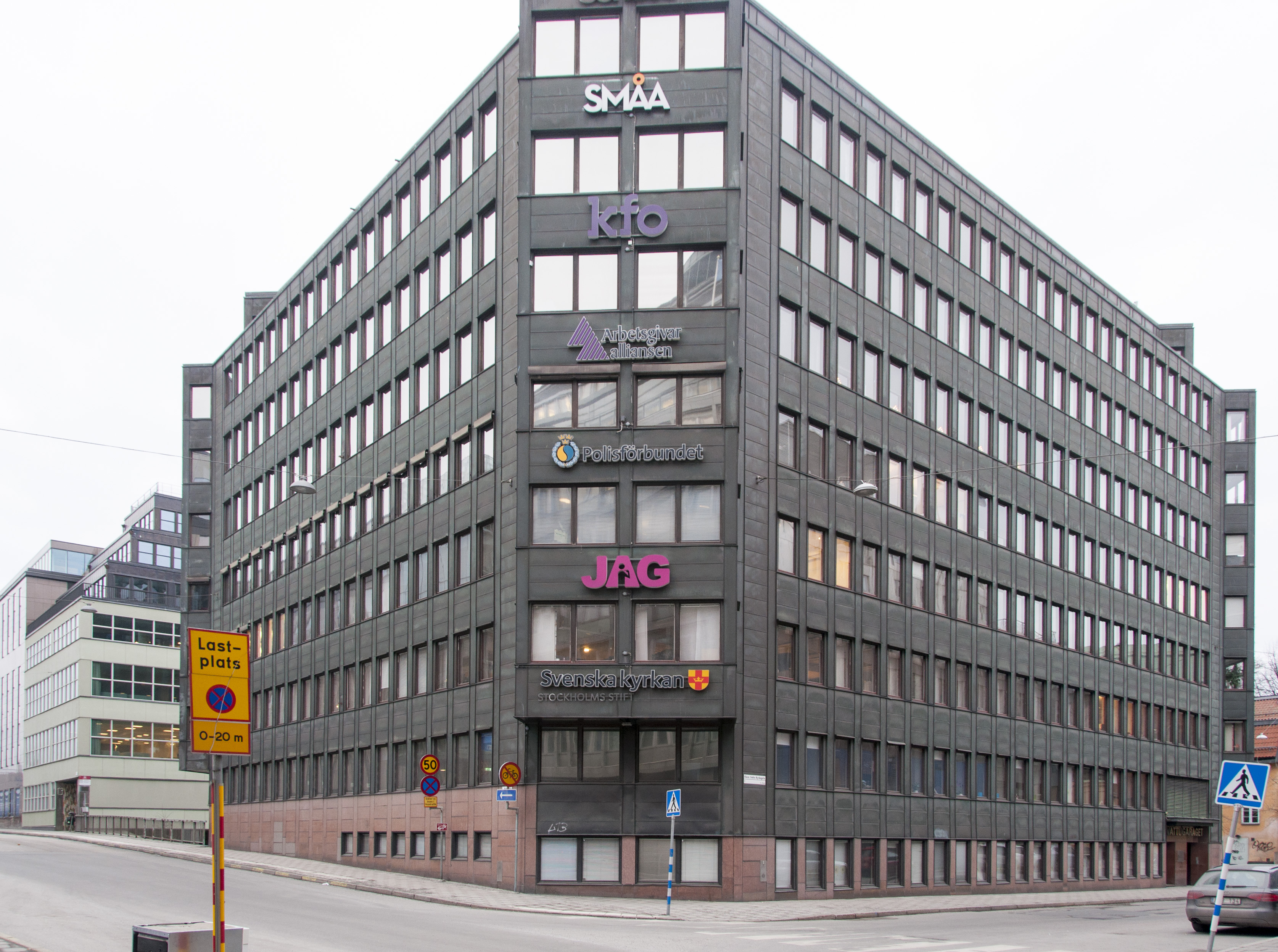
Polisförbundet har sina lokaler på Sundbybergsvägen i Solna. Fram till årsskiftet 2019-2020 inhystes förbundet i Copper Building på Klara södra kyrkogata 1 i Stockholm

Polisförbundet är ett fackligt yrkesförbund som organiserar poliser. Polisförbundet är medlem i Tjänstemännens Centralorganisation (TCO). Till förbundsordförande valdes på kongressen den 28 september 2022 Katharina von Sydow. Hon efterträdde Lena Nitz (2010-2022), Polisförbundets första kvinnliga ordförande.  
Katharina von Sydow är den 17:e ordföranden i ordningen.  

## Allmänt
Polisförbundet har omkring 22 000 aktiva medlemmar (inklusive polisstudenterna) och organiserar över 90 procent av landets poliser. Förbundets viktigaste mål är att uppvärdera polisyrket genom bättre arbetsvillkor, högre löner och utveckling inom yrket. 
Förbundet har över tusen förtroendevalda och ett kansli med 30 anställda som jobbar med bland annat medlemsservice, försäkringar, rättshjälp, förhandlingar, information samt opinionsbildning. 
I samband med att polisen den 1 januari 2015 gjordes om till en myndighet gjordes också justeringar inom Polisförbundet som numera består av sju geografiskt indelade förbundsregioner (Syd, Väst, Öst, Bergslagen, Stockholm, Mitt och Nord). Rikspolisen organiserar medlemmar inom Säkerhetspolisen (Säpo) och Nationella avdelningar organiserar medlemmar inom Polismyndighetens nationella avdelningar. Dessutom kan studerande på landets polisutbildningar vara medlemmar i förbundet för att få hjälp under studietiden.
Både inför och under omorganisationen fick Polisförbundet mycket uppmärksamhet i media med synpunkter bland annat på att förändringarna genomfördes med för fort. För detta fick man inget gehör hos Polismyndighetens ledning som ansåg att den lagda tidsplanen skulle hållas. När omorganisationen senare granskades av Statskontoret fick Polisförbundet rätt i sin kritik.
Polisförbundet är representerade i samarbetsorganet Eurocop där Polisförbundets andre vice ordförande Anna Nellberg Dennis blev första kvinnliga ordförande (2012–2016).
Hösten 2019 bytte Polisförbundet grafisk profil och började då med en ny logotyp där de klassiska eklöven fick en mer framträdande plats. Eklöven uppges stå för styrka, mod och det beständiga – precis som poliskåren. 
Sedan 2018 arrangerar Polisförbundet varje år "Polisens dag" den sista torsdagen i augusti med syfte att lyfta polisers arbete och betydelsen det har för tryggheten och demokratin. 

## Historia
Grunden till Svenska Polisförbundet lades den 7 augusti 1903 vid ett möte i Stockholm sedan Lars Fjellman i Göteborg kommit fram till att det behövdes en central organisation för att driva frågan om polisernas mycket dåliga tjänstgöringsvillkor. Fjellman hade varit med och bildat Polisföreningen Kamraterna i Göteborg 1898.
Grundvalen för bildandet av Svenska Polisförbundet var allmän löneförhöjning, polisutbildning och en höjning av moralen inom polisen. Priset Lars Fjellman betalade för sitt fackliga engagemang var högt. Han förlorade sin tjänst som polis. Det officiella skälet var dock att han påstods ha tagit sig en extra kafferast under ett arbetspass. 
En kort tid efter grundandet 1903 ordnades personförsäkringar för poliser i Svenska Lif. 1914 hade ett tjugotal städer ordnat någon form av pensionslösning för polismännen. 1926 hade i stort sett alla poliser någon form av pensionsavtal. 1925 tog staten ansvar för en allmän gemensam grundutbildning för poliser. Under 1930-talet drev Polisförbundet frågan om att polisen skulle förstatligas, vilket sedan skedde 1965. 1965 var också året då Polisförbundet fick förhandlings- och konflikträtt tillsammans med övriga offentligt anställda. 
I början av 1930-talet tog man initiativ till ett bredare samarbete med andra fackliga organisationer inom den offentliga sektorn. Tillsammans med Sveriges Allmänna Folkskollärareförening bjöd man in övriga stats- och kommunalanställda tjänstemän och bildade TCO 1937.

## Tidigare ordförande[11]
| Gustaf Svanelundh   | Göteborg        | 1903–1905 |
| Karl Larsson        | Falun           | 1906–1912 |
| Johan Lager         | Linköping       | 1913–1919 |
| Johan Levin         | Malmö           | 1920–1925 |
| Birger Gustafsson   | Uddevalla       | 1926–1937 |
| Carl Persson        | Göteborg        | 1938–1945 |
| Erik Hellberg       | Göteborg        | 1946–1949 |
| Bertil Skoglund     | Örnsköldsvik    | 1950–1955 |
| Joel Rundberg       | Norrköping      | 1956–1967 |
| Erik G. Lantz       | Malmö           | 1968–1971 |
| Sture Wendin        | Stockholm       | 1972–1979 |
| Birger Hjert        | Karlstad        | 1980–1983 |
| Gunno Gunnmo        | Stockholm       | 1983–1996 |
| Sven-Erik Karlsson  | Kalmar          | 1996–1998 |
| Jan Karlsen         | Västra Götaland | 1998–2010 |
| Lena Nitz           | Stockholm       | 2010–2022 |
| Katharina von Sydow | Laholm          | 2022–     |

## Andel fackligt anslutna poliser
Åren 2017-2019 låg poliserna fackliga organisationsgrad i intervallet 94-98 procent. Åren 2001-2003 var cirka 99-100 procent av poliserna fackligt anslutna.